# Telaio da ricamo
Il telaio da ricamo è uno strumento usato per alcuni tipi di ricamo o lavori ad ago. Serve per mantenere ben teso il tessuto da ricamare mentre si esegue il lavoro.

## Tipi

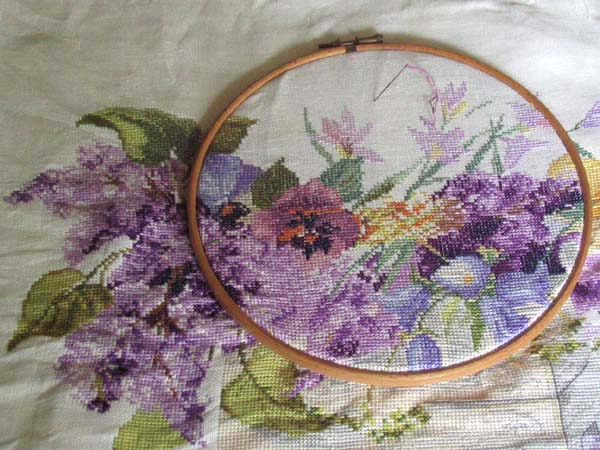
Telaio da ricamo tondo

### Telaio tondo o  tamburello
Questo telaio è composto di due parti, due cerchi di diametro diverso congegnati in modo che uno entri nell'altro, con un sistema di regolazione/chiusura che permette di stringere e bloccare il cerchio esterno, dopo aver posizionato il tessuto da ricamare, in modo che questi risulti ben teso. Può avere un supporto che lo regge o essere usato da solo. Solitamente di forma rotonda o ovale è costruito in legno, metallo o plastica.

### Telaio rettangolare

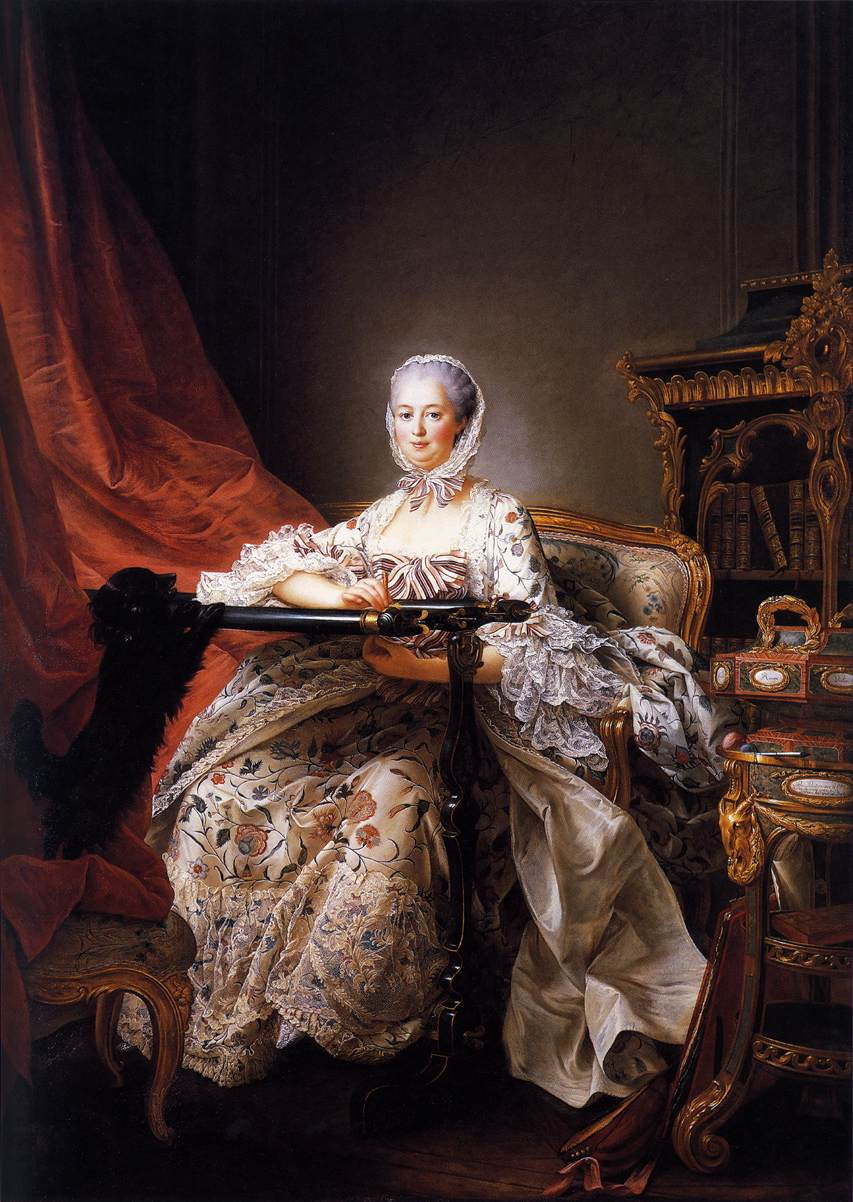
Madame de Pompadour al suo telaio da ricamo

Telaio di dimensioni maggiori rispetto a quello tondo, è dotato di un supporto, appoggiato a terra, che lo regge e lascia quindi libere tutte e due le mani.